# Svanesundsleden
Svanesundsleden är en allmän färjeled mellan Kolhättan, några kilometer norr om Ödsmål på Bohusläns fastland, och Svanesund på Orust. Leden drivs av Trafikverket Färjerederiet och är avgiftsfri.
Färjan som trafikerar den heter Saturnus.
Sträckan är under 1 km och överfarten tar cirka 5 minuter.
I en lokal folkomröstning 2002 röstade majoriteten för att ersätta färjeleden med en bro eller tunnel, men det kommer förmodligen att dröja innan ett sådant bygge blir av.

## Bildgalleri

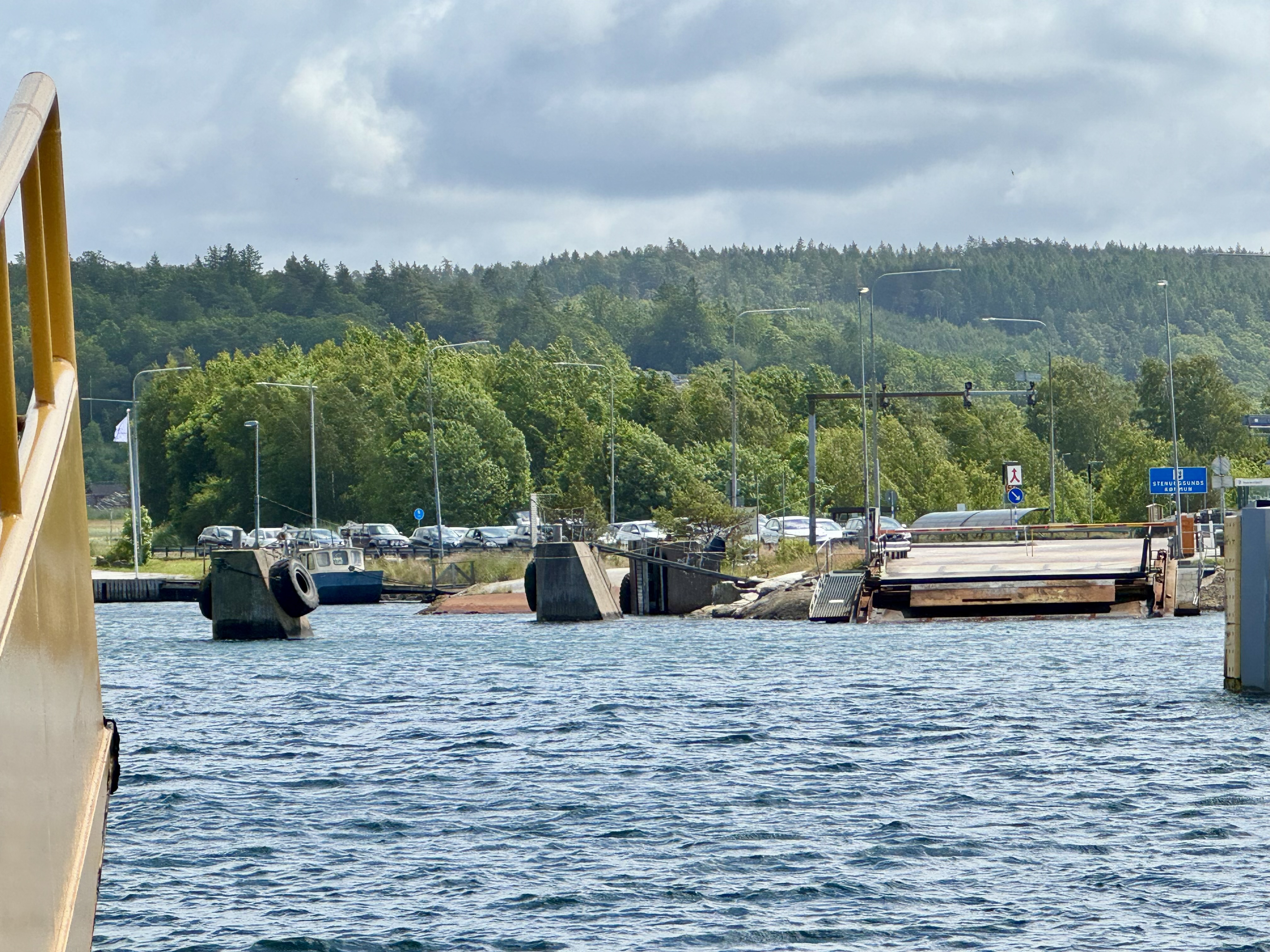
Vägfärja på väg från Svanesund i Orust till Kolhättans färjeterminal på Bohusläns fastland.
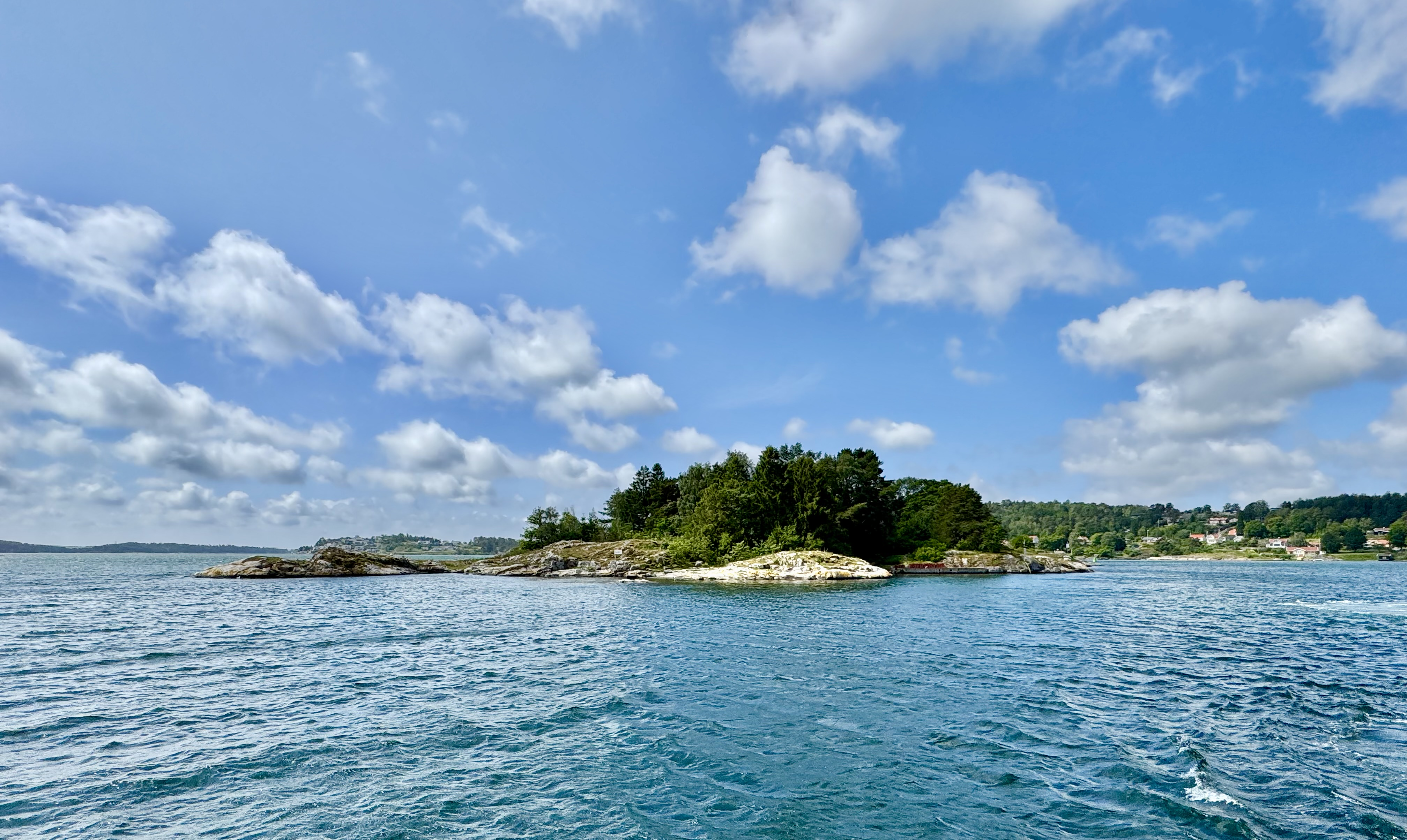
Sundholmen, söder om Svanesundsleden.